# Мквава, Адам Сапи
Адам Сапи Мквава (англ. Adam Sapi Mkwawa; 1920, подмандатная Танганьика — Февраль 2015, Иринга, Танзания) — танзанийский вождь и государственный деятель, председатель Национального собрания Танзании (1964—1973 и 1975—1994).

## Биография
Принадлежал к народности Хехев, был одним из внуков семье вождя Мквавы. Получившего образование за границей, обучаясь в различных школах, в том числе в известной средней школе Табора Бойз. Затем поступил на медицинский факультет Университета Макерере в Уганде, но не завершил свое обучение, так как был вынужден вернуться на родину в Ирингу, чтобы занять пост в династии Хехе.
В 1947 году он становится членом Национального собрания. С 1954 года и до провозглашения независимости Танзании в 1962 году был главой соответствующего королевства. Был первым вождем, имевшим одну жену. Был первым африканцем, удостоенным звания почетного капитана Королевских африканских стрелков.
- 1964—1973 гг. — председатель Национального собрания Танзании,
- 1973—1975 гг. — министр государственного развития,
- 1975—1994  гг. — вновь председатель Национального собрания Танзании.